# Вила апотекара Величковића у Нишкој Бањи
Вила ,,Величковић" саграђена је 1935. године у Нишкој Бањи за апотекара Драгутина Величковића.

## Историја
Након Првог светског рата почиње градитељска експанзија града Ниша. Тада се развија грађанска елита овог дела Балкана и Србије, а богати трговци и индустријалци се размећу да покажу своје новостечено богатство.  Ниш је био локално средиште југоистока Краљевине Срба, Хрвата и Словенаца, те је морао имати и своја одмаралишта у непосредној близини. Тако је грађевинска еуфорија запљуснула и Нишку Бању и Сокобању. Нишка Бања је нарочито профитирала, те су између Првог и Другог светског рата саграђене скоро све раскошне виле у Нишкој Бањи. Једна од њих је и вила познатог нишког богаташа и апотекара Драгутина Величковића. Вила Величковић је саграђена према пројекту инжењера Цветка Анђелковића. На фасади се налази натпис на коме се помиње инжењер Ђорђе Коваљевски и претпоставља се да као државни функционер Коваљевски није могао потписати приватни пројекат под својим именом и да је морао да се склони иза овлашћеног инжењера попут Анђелковића. Занимљиво је да је вила имала громобран од злата тежак 1,7 кг , који је за време реновирања зграде 1967. године украден. Отварање виле је било предвиђено за 1937.године, али након пуштања воде све цеви су попуцале и нанета је огромна штета објекту. Коначно је усељена 1939. године.
Током Другог светског рата вилу су користили Немци, Бугари, партизани и четници. Подрум виле су користиле четири војске за стрељање заробљених. Познато да је ту стрељано 780 заробљеника. На подрумским зидовима и вратима и данас су очувани њихови последњи записи који су крвљу исписани, ексером, угљем или нечим угребани. 

## Положај и изглед
Вила „Величковић“ састоји се од приземља, два спрата и поткровља.  На фасадама доминирају хоризонтални елементи; елементи модерности, уочљиви у диспозицији маса, мешају се са академском димензијом укупне структуре. Главна фасада, на улици, у приземљу је украшена дијамантским врховима и обдарена централном лођом подељеном на три дела масивним стубовима који носе слепе полукружне лукове. На нивоу ове лође су централна врата са два крила и двоје бочних врата са једним крилом. Два прозора су постављена симетрично са сваке стране лође. На првом спрату фасада је украшена балконом са четири стуба који носе лукове. На овом спрату се налази и правоугаона рељефна декорација на зиду балустрада и розета изнад бочних прозора. Други спрат се појављује као нека врста куполе којом доминира мала, врло ниска купола. Декорација овог спрата заснована је на готичкој трифори (прозор у три дела), надвишен фризом са готичким аркадама и пирамидалним кровом на крајевима. Велика пространа тераса окружује куполу.  Терасу и куполу одликују  карактеристични маварски елементи. Главни улаз у кућу, монументалног изгледа, налази се на бочној фасади. Пројектант зграде покушао је да свим фасадама да другачији изглед, тако да дворишна фасада има трем са оградом која подржава балкон. Унутрашњи простор куће, која је имала 16 соба, од чега 11 спаваћих, дизајниран је за животне потребе породице и, истовремено, за професионалне потребе власника, са пословним просторијама. У приземљу се налазила апотека, кабинет, салон, трпезарија, кухиња и хол. Трошкови изградње резултирали су скромнијим намештајем у целини. Према замисли пројектанта кућа је изведена тако да је била увучена у парцелу и окружена баштом. Пространо дворише  је смањено проширењем улице ради проласка трамвајске пруге. Ипак, Апотекар Величковић  није био задовољан квалитетом изведених радова, те је због појединих радова водио судске спорове против извођача грађевинских радова. 

## Архитектура
Вила је у спољном изгледу богата је декоративним елементима из разних архитектонских стилова – филигранска готика, китњасти романтизам, историцизам, моравски орнаменти, католички барок, Модерна… Аутор пројекта је успео да реализује зграду модернизовањем историцистичких елемената, у духу архитекте Драгише Брашована који је градио Вилу Шкарка у улици Делиградској број 13, у Београду (1926-1927), која данас служи као Белоруска амбасада. 

## Вила данас
Вила Величковић је проглашена од стране Владе Републике Србије децембра 2007. године за споменик културе. Зато она и јесте сведочанство о међуратном успону Нишке Бање и њеној архитектонској баштини. Вила је данас у лошем стању, фасада је на неким местима је у потпуности отпала. У згради су станови, а у приземљу се данас налази продавница.